# تنظیم سلول عصبی

تنظیم سلول عصبی

تنظیم سلول عصبی، یک نظریه در عصب سنجی است که در به صورت ساده بیان می‌دارد پاسخ یک سلول عصبی به ازای پارامتر خاصی از محرک قابل بازنمایی می‌باشد.
فراتر، می‌توان گروهی از سلول‌های عصبی یا پارامترهای فراوانی را به حساب آورد.
در حالت ساده، ابتدا متوسط نرخ آتش یک سلول عصبی خاص به ازای دامنه ای از تغییرات یک محرک طی آزمایه‌هایی حاصل می‌شود. سپس این مقادیر روی یک نمودار نموده می‌شوند. معمولاً یک تابع ریاضی مثل کسینوسی برای برازش ورودی‌های پیوسته به کار گرفته می‌شود؛ که به آن تابع، تابع هسته ای و به منحنی حاصل، منحنی تنظیم گفته می‌شود.
این منحنی ممکن است برای برخی سلول‌های بینایی باریک و برای دسته ای از سلول‌های همکار پهن باشد.

## محدودیت‌ها
بیان ریاضی هر موجود زنده ای توأم با شرایط فراوان و ساده‌سازی هاست. مثلاً نرخ آتش یک سلول عصبی خاص، تابع یک پارامتر نیست.
به علاوه یک سلول قشر خاکستری مخ در سطوح بالاتر پردازش اطلاعات، ممکن است با انبوهی از محرک‌ها، مانند نور، صوت و لامسه درگیر باشد.